# Đông Ba (phường)
Đông Ba là một phường thuộc quận Phú Xuân, thành phố Huế, Việt Nam.

## Địa lý
Phường Đông Ba nằm ở trung tâm quận Phú Xuân, có vị trí địa lý:
- Phía đông giáp phường Gia Hội và quận Thuận Hóa
- Phía tây giáp phường Tây Lộc và phường Thuận Hòa
- Phía nam giáp phường Thuận Hòa và quận Thuận Hóa
- Phía bắc giáp phường Gia Hội và phường Thuận Lộc.

Phường Đông Ba có diện tích 2,07 km², dân số năm 2020 là 30.445 người, mật độ dân số đạt 14.708 người/km².

## Hành chính
Phường Đông Ba được chia thành 12 tổ dân phố: 1, 2, 3, 4, 5, 6, 7, 8, 9, 10, 11, 12.

## Lịch sử
Địa bàn phường Đông Ba hiện nay bao gồm phần đất nằm bên trong Kinh thành Huế cùng với dải đất nằm giữa Hộ Thành hào và Hộ Thành hà. Đầu thời Nguyễn, hai vùng này do Nha Hộ thành quản lý, dân thường đều không được phép cư trú. Ngoại trừ Hoàng thành, khu vực Kinh thành là nơi sinh hoạt, làm việc của các quan nha, đồn trú doanh trại quân đội, quan xưởng triều đình, dinh cơ tư thất của tầng lớp quan lại và phủ đệ của các ông hoàng bà chúa.
Thời Minh Mạng, bên trong Kinh thành được chia thành các phường. Tổ chức phường vào giai đoạn này tồn tại với tư cách như những đơn vị hành chính đặc biệt, đó là kết quả của sự phân định hệ thống các đồn canh, binh xá thuộc dinh vệ của các lực lượng quân đội. Địa phận các phường tương ứng với đồn canh, dinh trại đồn trú bảo vệ 24 pháo đài, bao quanh 4 phía vòng thành và khu vực Trấn Bình đài ở góc đông bắc Kinh thành.
Thời Tự Đức, ngoài khu chợ Đông Gia (Đông Ba) do triều đình thiết lập ở phía đông Kinh thành, không có bất kỳ người dân nào tự tiện xây dựng nhà cửa trên địa bàn ngoài quách Kinh thành.
Sau thời Tự Đức, dân cư bắt đầu tụ tập trên vùng đất ngoài quách Kinh thành cũng như cư trú trái phép bên trong Kinh thành. Đến thời Thành Thái, khu vực quanh thành được giao cho phủ Thừa Thiên quản lý để lập phường ấp. Vùng đất này sau đó được chia thành 4 phường: Đệ Nhất, Đệ Nhị, Đệ Tam, Đệ Tứ.
Năm 1899, vua Thành Thái cho ban Dụ thành lập thị xã Huế, dải đất quanh Kinh thành lúc này thuộc địa phận thị xã Huế, riêng khu vực thành nội không thuộc đô thị Huế mà vẫn do triều đình quản lý.
Năm 1909, vua Duy Tân ban hành quy định tu chỉnh tổ chức hành chính trong Kinh thành (trừ khu vực Đại nội), theo đó tổ chức lại toàn bộ 108 phường trước đó thành 10 phường do Nha Hộ thành quản lý, trong đó có ba phường: Thái Trạch (泰澤坊), Trung Hậu (忠厚坊) và Trung Tích (忠積坊). Tổ chức phường lúc này không còn theo chế độ quân quản mà đã chuyển dần theo hướng dân sự hóa.
Năm 1934, toàn thành phố Huế được chia lại thành 11 phường, trong đó khu vực quanh Kinh thành gồm 3 phường: Phú Bình, Phú Hòa (phường Đệ Nhất cũ) và Phú Thạnh, thay thế 4 phường trước đó.
Sau năm 1945, khu vực thành nội được sáp nhập vào địa phận thành phố Huế.
Đến thời Việt Nam Cộng hòa, Huế là thị xã, gồm 21 phường thuộc 3 quận. Địa bàn phường Đông Ba hiện nay khi đó tương ứng với ba phường: Thái Trạch, Trung Hậu, Trung Tích thuộc quận Thành Nội và phường Phú Hòa thuộc quận Tả Ngạn.
Năm 1968, chính quyền lại phân chia hành chính Huế thành 10 khu phố thuộc 3 quận, khu phố Thuận Thành được thành lập trên cơ sở sáp nhập ba phường: Thái Trạch, Trung Hậu và Trung Tích (các phường này sau chuyển thành khóm thuộc khu phố Thuận Thành), còn phường Phú Hòa được đổi thành khu phố Phú Hòa.
Năm 1976, các khu phố lại được đổi thành phường thuộc thành phố Huế.
Ngày 19 tháng 8 năm 2019, HĐND tỉnh Thừa Thiên Huế ban hành Nghị quyết số 23/NQ-HĐND về việc:
1. Phường Phú Hòa
- Sáp nhập tổ dân phố 2 vào tổ dân phố 1.
- Thành lập tổ dân phố 2 trên cơ sở một phần của tổ dân phố 3, tổ dân phố 4 và một phần tổ dân phố 5.
- Sáp nhập một phần của tổ dân phố 5 vào một phần của tổ dân phố 3.
- Thành lập tổ dân phố 4 trên cơ sở một phần của tổ dân phố 5 và tổ dân phố 6.
- Thành lập tổ dân phố 5 trên cơ sở tổ dân phố 7 và tổ dân phố 8.

2. Phường Thuận Thành
- Giữ nguyên 4 tổ dân phố: 1, 2, 3, 4.
- Sáp nhập một phần tổ dân phố 6 vào tổ dân phố 5.
- Sáp nhập tổ dân phố 7 vào một phần của tổ dân phố 6.
- Thành lập tổ dân phố 7 trên cơ sở tổ dân phố 8 và tổ dân phố 9.
- Đổi tên tổ dân phố 10 thành tổ dân phố 8.
- Đổi tên tổ dân phố 11 thành tổ dân phố 9.

Đến năm 2020, phường Phú Hòa có diện tích 0,66 km², dân số là 12.841 người và có 5 tổ dân phố. Phường Thuận Thành có diện tích 1,41 km², dân số là 17.604 người và có 9 tổ dân phố.
Ngày 27 tháng 4 năm 2021, Ủy ban Thường vụ Quốc hội ban hành Nghị quyết số 1264/NQ-UBTVQH14 về việc điều chỉnh địa giới hành chính các đơn vị hành chính cấp huyện và sắp xếp, thành lập các phường thuộc thành phố Huế, tỉnh Thừa Thiên Huế (nghị quyết có hiệu lực từ ngày 1 tháng 7 năm 2021). Theo đó, thành lập phường Đông Ba thuộc thành phố Huế trên cơ sở toàn bộ 0,66 km² diện tích tự nhiên, quy mô dân số 12.841 người của phường Phú Hòa và toàn bộ 1,41 km² diện tích tự nhiên, quy mô dân số 17.604 người của phường Thuận Thành.
Phường Đông Ba có 2,07 km² diện tích tự nhiên và quy mô dân số 30.445 người.
Ngày 14 tháng 10 năm 2021, HĐND tỉnh Thừa Thiên Huế ban hành Nghị quyết số 119/NQ-HĐND về việc:
- Thành lập tổ dân phố 1 trên cơ sở tổ dân phố 1 (Phú Hòa cũ).
- Thành lập tổ dân phố 2 trên cơ sở một phần của tổ dân phố 1 (Thuận Thành cũ) và một phần của tổ dân phố 2 (Thuận Thành cũ).
- Thành lập tổ dân phố 3 trên cơ sở một phần của tổ dân phố 1 (Thuận Thành cũ), một phần của tổ dân phố 2 (Thuận Thành cũ) và tổ dân phố 3 (Thuận Thành cũ).
- Thành lập tổ dân phố 4 trên cơ sở tổ dân phố 4 (Thuận Thành cũ).
- Thành lập tổ dân phố 5 trên cơ sở tổ dân phố 5 (Thuận Thành cũ).
- Thành lập tổ dân phố 6 trên cơ sở tổ dân phố 6 (Thuận Thành cũ).
- Thành lập tổ dân phố 7 trên cơ sở tổ dân phố 7 (Thuận Thành cũ).
- Thành lập tổ dân phố 8 trên cơ sở tổ dân phố 8 (Thuận Thành cũ).
- Thành lập tổ dân phố 9 trên cơ sở tổ dân phố 9 (Thuận Thành cũ).
- Thành lập tổ dân phố 10 trên cơ sở tổ dân phố 5 (Phú Hòa cũ)
- Thành lập tổ dân phố 11 trên cơ sở một phần của tổ dân phố 3 (Phú Hòa cũ) và tổ dân phố 4 (Phú Hòa cũ).
- Thành lập tổ dân phố 12 trên cơ sở tổ dân phố 2 (Phú Hòa cũ) và một phần của tổ dân phố 3 (Phú Hòa cũ).

Ngày 30 tháng 11 năm 2024:
- Quốc hội ban hành Nghị quyết số 175/2024/QH15[9] về việc thành lập thành phố Huế trực thuộc trung ương trên cơ sở toàn bộ diện tích và dân số tỉnh Thừa Thiên Huế (nghị quyết có hiệu lực từ ngày 1 tháng 1 năm 2025).
- Ủy ban Thường vụ Quốc hội ban hành Nghị quyết số 1314/NQ-UBTVQH15[10] về việc sắp xếp đơn vị hành chính cấp huyện, cấp xã của thành phố Huế giai đoạn 2023 – 2025 (nghị quyết có hiệu lực từ ngày 1 tháng 1 năm 2025). Theo đó, thành lập quận Phú Xuân thuộc thành phố Huế. Phường Đông Ba trực thuộc quận Phú Xuân.